# Dzieje pewnego miasta
Dzieje pewnego miasta (ros. История одного города) – satyryczna powieść Michaiła Sałtykowa-Szczedrina z 1870 r.
W centrum akcji znajduje się opowieść o historii miasta Głupowa i jego naczelników w latach 1731–1826. W tym czasie zmieniło się 21 rządzących, jeśli nie liczyć okresu smuty, kiedy władza nieustannie przechodziła z rąk do rąk.
Powieść zaczyna się od słów autora, który podaje się wyłącznie za wydawcę, który rzekomo znalazł rzeczywistą kronikę z relacją o zmyślonym mieście Głupowie. Po niedługim wstępie wymyślonego kronikarza rozpoczyna się opowieść o „korzeniach Głupowców”, w którym autor przedstawia pierwsze zarysy satyry na fakty historyczne, lecz główna część powieści jest poświęcona najznamienitszym naczelnikom miasta Głupowa.
Demencjusz Warłamowicz Brudasty, ósmy naczelnik Głupowa, rządził bardzo krótko, ale pozostawił niezatarty ślad w historii miasta. Wyróżnił się tym, że nie był zwykłym człowiekiem, a w głowie zamiast mózgu miał dziwne urządzenie, odtwarzające jedno z kilku zaprogramowanych u niego zdań. Po tym jak stało się to wiadome, zaczęły się spory, które doprowadziły do obalenia naczelnika i początku bezkrólewia. W ciągu krótkiego czasu w Głupowie zmieniło się sześć rządzących kobiet, które pod różnymi pozorami przekupowały żołnierzy, aby przejąć władzę. Potem w Głupowie zapanował na wiele lat Dwojekurow, którego opis przypominał Aleksandra I, ponieważ, stchórzywszy, nie wypełnił jakiegoś rozkazu i z tego powodu całe życie się smucił.
Piotr Pietrowicz Ferdyszczenko, brygadier i były ordynans księcia Potiomkina, spowodował w mieście głód, pożar, a umarł od przejedzenia, kiedy wybrał się w podróż po podlegających mu ziemiach, aby poczuć się podobnym do carów, odbywających podróże po kraju.
Dłużej niż inni rządził Głupowem Wasilisk Siemionowicz Borodawkin, który w czasie swoich rządów zniszczył słobodę Strzelecką i Nawozową.
Powieść jest satyrą na wiele historycznych postaci Cesarstwa Rosyjskiego i na niektóre zdarzenia z jego historii. Sam Szczedrin mówił, że jeśliby rzeczywiście pisał satyrę, odnoszącą się do XVIII wieku, to na pewno ograniczyłby się do „Opowieści o sześciu naczelnikach”.
Oprócz jawnych paraleli w „Opowieści o sześciu naczelnikach”, która zawiera aluzje do postaci XVIII-wiecznych caryc – Anny Iwanowny, Anny Leopoldowny, Elżbiety Pietrowny i Katarzyny II i ich dojście do władzy w wyniku przewrotów pałacowych, w powieści znajduje się wielka liczba odniesień do innych historycznych działaczy tej epoki – Pawła I, Aleksandra I, Sperańskiego, Arakczejewa i innych.